# Fordia stipularis
Fordia stipularis là một loài thực vật có hoa trong họ Đậu. Loài này được (Prain) Dunn miêu tả khoa học đầu tiên.